# گل (خاک)
گِل به مخلوط شُل خاک و آب که معمولاً به حالت مایع یا نیمه‌مایع است گفته می‌شود.

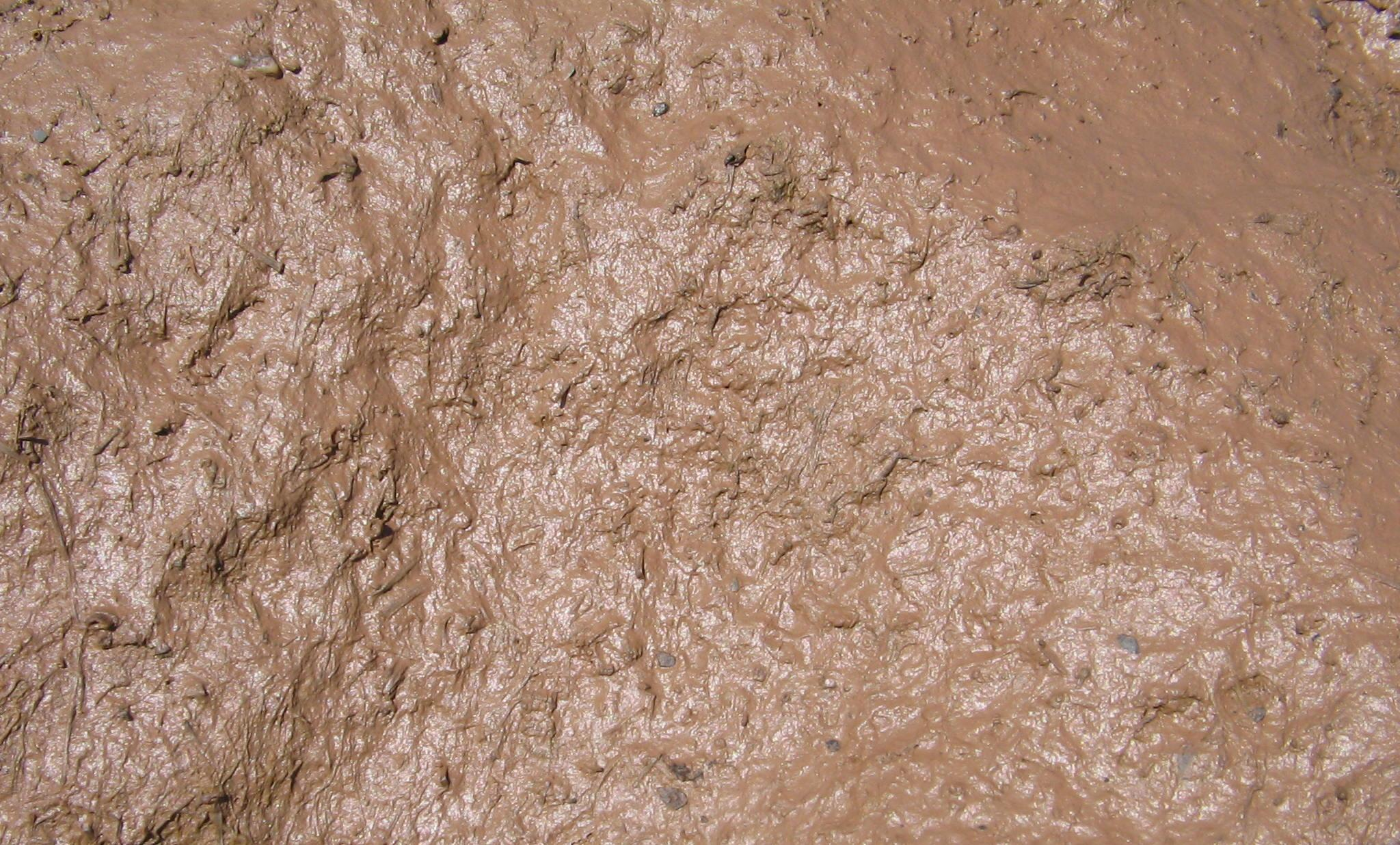
نمایی نزدیک از گِل

## کاربردها

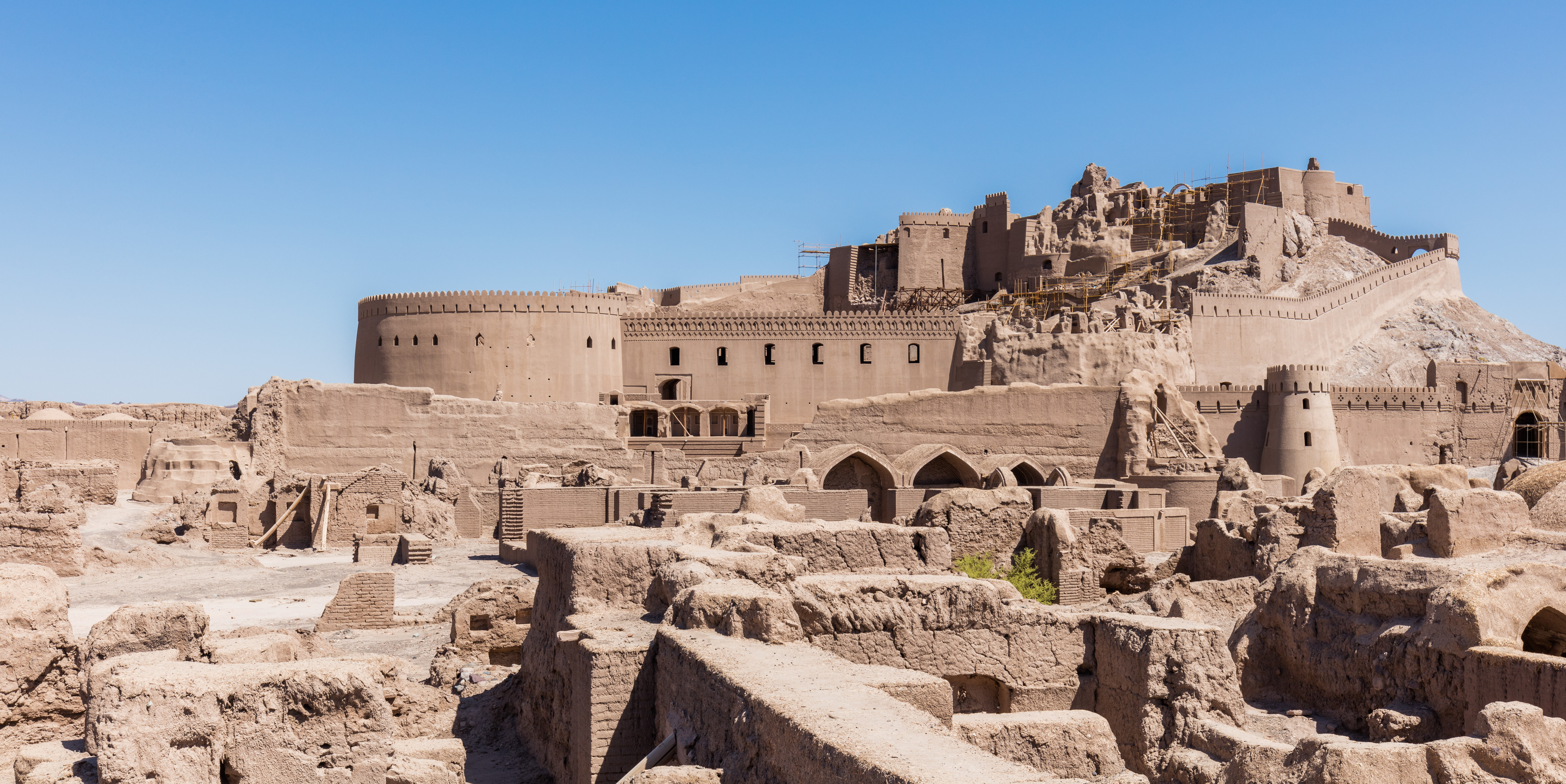
سازه‌های گلی در ایران پیشینه‌ای طولانی دارند.

در گذشته و حتی اکنون، در ساخت برخی از دیوارهای جداکننده در بعضی مناطق روستایی از گِل استفاده می‌شده‌است. هم‌اکنون نیز از گل برای ملات ساخت‌وساز استفاده می‌شود.هنگامی که گل را با کاه مخلوط میکردند به ملاتی بسیار سفت و سخت تبدیل میشد.
از گل برای ساخت آجر نیز استفاده می‌شود. کورهٔ آجرپزی مکانی است که در آنجا آجر تولید می‌شود.

## در ادیان
یهودیان و سپس مسلمانان، به ساخته شدن آدم از گل باور دارند. 